# Compans
Compans je francouzská obec v departementu Seine-et-Marne v regionu Île-de-France. V roce 2012 zde žilo 795 obyvatel.

## Poloha obce
Sousední obce jsou: Gressy, Messy, Mitry-Mory, Saint-Mesmes a Thieux.

## Vývoj počtu obyvatel
Počet obyvatel 